# Les Toits de Paris (film, 2007)
Pour les articles homonymes, voir Sous les toits de Paris.
Pour plus de détails, voir Fiche technique et Distribution.
Les Toits de Paris est un film français réalisé par Hiner Saleem et sorti en 2007.

## Synopsis
Sous les toits de Paris, on est témoin « des départs qui déchirent les cœurs. » Il y a le départ d'Amar qui retourne au pays et que son voisin de misère, Marcel, ressent comme un abandon. Déjà, Marcel souffre du silence de son fils Vincent qui ne lui a pas rendu sa visite et, depuis, il ne parle qu'au répondeur téléphonique de celui-ci. Il y a eu, juste avant, le départ brutal de Bruno, un autre voisin de palier, mort d'une overdose au beau milieu du couloir et qui a laissé sa petite amie Julie désemparée. Heureusement, il reste à Marcel sa vieille amie de cœur Thérèse, serveuse au troquet du coin, la fidèle et bienveillante Thérèse qui lui offre un ventilateur, car sous les toits de Paris, la souffrance n'est pas que morale. Mais Thérèse, à son tour, va être mise à l'épreuve.

## Fiche technique
- Titre original : Les Toits de Paris[2]
- Réalisation : Hiner Saleem
- Scénario : Hiner Saleem
- Assistants-réalisation : Carole Amen, Paviel Raymont, Magali Vincent
- Décors : Valérie Valéro
- Costumes : Fanny Drouin
- Maquillages : Nelly Robin
- Photographie : Andréas Sinanos
- Son : Michel Casang
- Montage : Joëlle Hache
- Scripte : Béatrice Pollet
- Musique : Foreign Office (Doc Matéo, Lily Margot)
- Musique additionnelle : extraits de Rigoletto de Giuseppe Verdi
- Pays d'origine :  France
- Tournage : 
  - Langue : français
  - Année : 2006
  - Extérieurs : Paris
- Producteurs délégués : Dominique Barneaud, Robert Guédiguian
- Directeur de production : Éric Vassard
- Sociétés de production : Agat Films & Cie (France), Canal+/CinéCinéma (France), en association avec la SOFICA Cofinova 3
- Sociétés de distribution : Diaphana Distribution (France), Wild Bunch (étranger)
- Format : couleur — 35 mm — 1.85:1 — son DTS
- Genre : drame
- Durée : 101 minutes
- Dates de sortie : 
  -  10 août 2007 au Festival international du film de Locarno (première présentation)
  -  9 septembre 2007 Festival international du film de Toronto (deuxième présentation)
  -  21 novembre 2007 sortie dans les salles
- (fr) Mentions CNC : tous publics, Art et Essai (visa d'exploitation no 116734 délivré le 20 septembre 2007)

## Distribution
- Michel Piccoli : Marcel
- Mylène Demongeot : Thérèse
- Maurice Bénichou : Amar
- Marie Kremer : Julie
- Birol Ünel : Bruno
- Rudi Rosenberg : Matthieu
- Vincent Tepernowski : Vincent
- Nicolas Pignon : le patron du bar
- Mado Maurin : la mère de Thérèse
- Sandrine Briard : l'infirmière
- Serge Chambon : le propriétaire

## Distinctions
- Festival international du film de Locarno 2007 : en compétition officielle
- Festival international du film de Toronto 2007 : présentation le 9 septembre
- Festival international du film francophone de Namur 2007 (22e) : en compétition officielle

### Récompense
- Festival international du film de Locarno 2007 : Léopard de la meilleure interprétation masculine à Michel Piccoli

## Point de vue de la critique
- Nous ne vieillirons pas ensemble[3] : « Quand on a dépassé l'âge d'être productif et indépendant, quand la vie sociale se résume en banalités quotidiennes, on entre dans la salle d'attente de l'ultime trépas plus vraiment actif pour vivre, mais encore suffisamment pour ne pas mourir. Les Toits de Paris traite de la solitude et de la déliquescence des rapports entre les hommes, vaste sujet qui, comme vous pouvez l'imaginer, ne laisse guère de place à la légèreté. Ce qui intéresse ici le réalisateur, c'est l'étude d'un microcosme en marge, d'individus qui vivent dans des bulles hermétiques au monde qui les entoure, sorte de fantômes cachés et hors du temps. Pour appuyer son propos, les personnages apparaissent le plus souvent en gros plans, excluant du même coup tout ce qui les entoure, renvoyant chacun à sa triste solitude. On est même gêné par cet excès de didactique lorsque le film use (et abuse) de plongées qui semblent littéralement écraser les personnages, les couchant précocement sur cette terre marâtre qui ne va pas tarder à les reprendre. Même observation quant à l'utilisation spasmodique, et c'est un euphémisme, des dialogues : ne pas parler, c'est déjà ne plus vivre. Les quelques velléités poétiques du film nous paraissent ainsi noyées sous un déluge de pessimisme devant lequel même l'amour semble impuissant. Les beaux moments de tendresse entre Piccoli et Demongeot nous laissaient pourtant présager du contraire ; l'anéantissement des caresses nous prépare souvent à la dissolution éternelle… Erreur de lecture, Hiner Saleem choisit une autre issue, et on reste finalement presque insensible à la vue de ce corps qui va être consumé sans l'avoir été dans l'amour. »

## Thèmes et contexte
La lente narration d'Hiner Saleem ressemble à celle d'un conte oriental. La vie et la solitude des jeunes, moins jeunes et des vieux subtilement filmées par une aérienne caméra-plume pratiquement muette. L'émotion naît alors d'un sourire ou d'un rictus de la bouche, de regards qui s'égarent quand la mémoire part en flocons comme la « neige » qui envahit l'écran télé de Marcel après la fin des programmes. Incroyable force d'images illuminées d'instants de grâce comme quand Bruno, faisant l'amour avec une Julie radieuse, plane et que son visage se tourne et s'élève vers la caméra. Visages éperdus de bonheur du couple enlacé Marcel-Thérèse, défilant à toute allure dans les rues de Paris, comme porté par un vent de liberté. Julie, inconsolable de la mort de Bruno, se rapproche de Marcel, le seul lien vivant qui la relie encore à lui, et ils s'envolent ensemble dans un scintillement de paillettes agitées par les larges battements d'ailes de Marcel… 
La pudeur et la dignité ne demandent pas beaucoup de mots. Dans le petit troquet où travaille Thérèse, quand le patron s'inquiète devant le tas de paperasses qu'un homme compulse nerveusement, le visage crispé et les yeux embués de Thérèse disent que cette faillite, à son âge, la met définitivement au rebut (dans tout le film, le texte de Mylène Demongeot se résume à trois phrases). À table, quand Amar évoque soudain son départ, la douleur de Marcel fuse en quatre mots « un verre de vin ? ». Et quand il vient faire ses adieux définitifs à Marcel, le déchirement de celui-ci est tel qu'il ne peut que l'embrasser brusquement et refermer immédiatement sa porte. Enfin, quand Marcel sombre dans la décrépitude, Julie sait qu'il ne lui ouvrira plus sa porte. Encore d'autres moments magiques qu'on ne peut pas décemment dévoiler, car il faut voir ce précieux film poétique et terrible sur la solitude et l'agonie de la vie.

## Autour du film

### Les protagonistes d'Hiner Saleem[4]
- Marcel : « J'ai tout de suite pensé à Michel Piccoli pour interpréter le rôle de Marcel, parce qu'avec son physique majestueux, il était pour moi le seul à pouvoir jouer un personnage plongé dans la misère tout en gardant une grande dignité et une certaine classe. »
- Thérèse : « Elle ressemble à une quantité de femmes qui travaillent dans les cafés parisiens. Des femmes qui ont été très belles, et dont on se demande quelle vie elles ont pu avoir pour se retrouver là, à leur âge, à servir dans un bar. J'ai retrouvé chez Mylène Demongeot cette opacité et cette beauté. »
- Amar : « Pour le rôle d'Amar, il me fallait trouver un acteur qui inspire de la tendresse et l'idée de confronter Michel Piccoli à Maurice Bénichou, plus petit, plus frêle s'est imposée. »
- Julie : « Une jeune fille un peu perdue vivait sur mon palier. Je voulais créer un personnage qui lui ressemble, et qui dans le même temps ressemble à tout le monde. Quelqu'un qu'on ne puisse pas « typer » sociologiquement, ni minette de banlieue, ni bourgeoise tombée dans la ruine. Il y a dans le visage de Marie Kremer un mystère qui se prêtait bien au personnage. »

### Paroles d'Hiner[4]
- « Quand on a dépassé l'âge où l'on est productif et indépendant, on entre dans la salle d'attente… Les humains sont étiquetés comme des denrées périmées, et parqués avant le passage des poubelles. Comment, en Occident, le bien-être de certains peut-il cohabiter avec autant de souffrance ? »
- « Tout le combat de l'homme se résume à ne pas mourir de faim, ni de froid, ni de dénuement. Nous sommes faits comme ça. Je pense que nous sommes très misérables, mais que cette misère est sublime. »
- « Dans les grandes villes, tout est possible, et dans le même temps les choses les plus simples sont impossibles. Des millions de gens de moins de 35 ans vivent seuls. Les sociétés très développées fabriquent des gens sans travail, dont les rêves sont comme rétrécis, amputés. »
- « Le film n'a pas l'ambition de dénoncer quoi que ce soit. Personnellement, je n'ai pas de monde meilleur à proposer. Je me contente de raconter les êtres. »